# Midila crenulimargo
Midila crenulimargo là một loài bướm đêm trong họ Crambidae.